# Le Coudray-Macouard
Le Coudray-Macouard is een gemeente in het Franse departement Maine-et-Loire (regio Pays de la Loire). De plaats maakt deel uit van het arrondissement Saumur. Le Coudray-Macouard telde op 1 januari 2022 935 inwoners.

## Geografie
De oppervlakte van Le Coudray-Macouard bedroeg op 1 januari 2022 13,4 vierkante kilometer; de bevolkingsdichtheid was toen 69,8 inwoners per km².

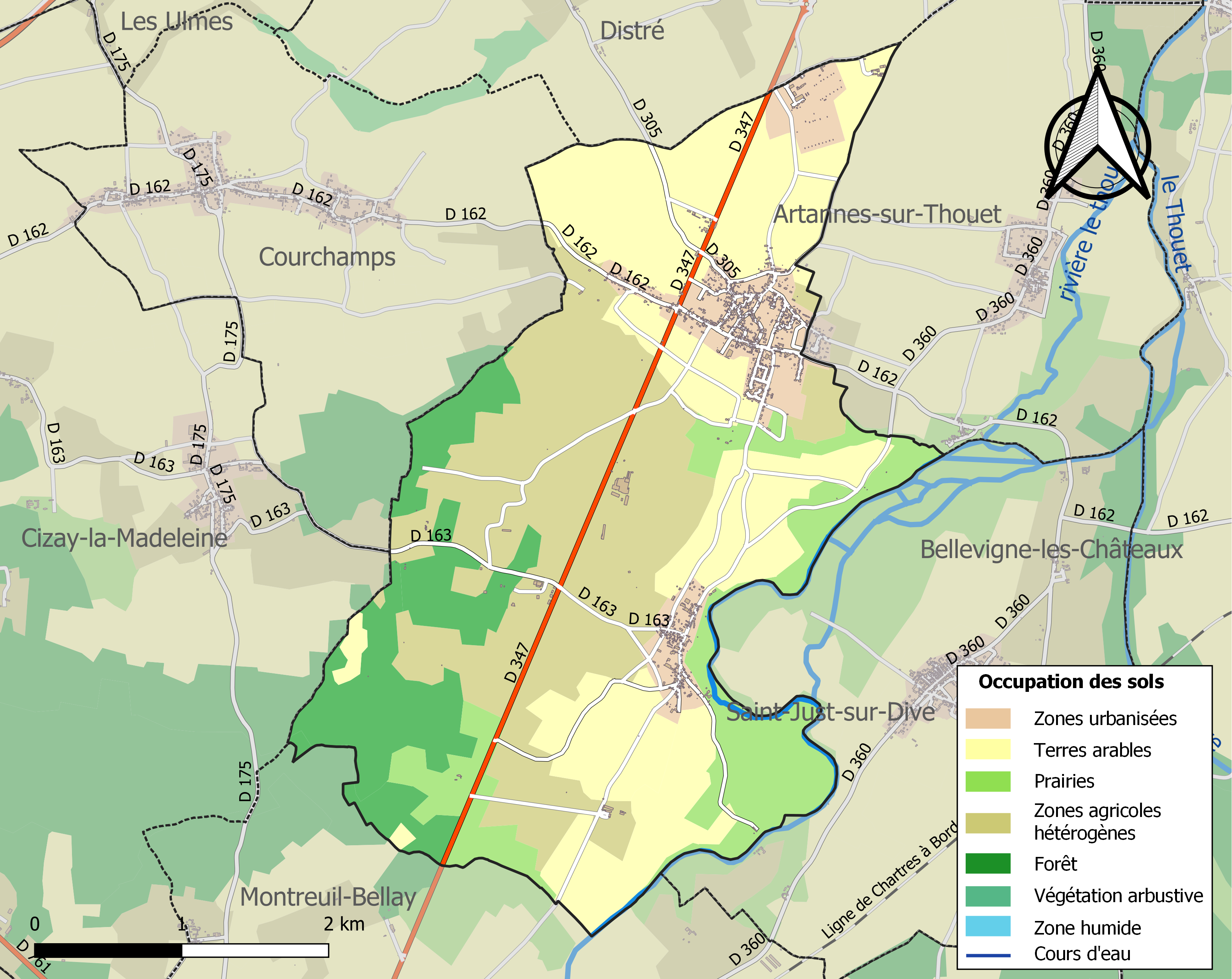
Kaart van de gemeente met de belangrijkste infrastructuur, bodemgebruik en omliggende gemeenten

## Demografie
Onderstaande figuur toont het verloop van het inwonertal (bron: INSEE-tellingen).